# Jan Baptist David
Jan Baptist David, född 25 januari 1801, död 24 mars 1866, var en belgisk filolog och politiker.
David var en av de främsta förkämparna för flamländskans likaberättigande med franskan i Belgien. År 1834 blev han professor i belgisk historia vid universitetet i Louvain. David utgav Vaderlandsche historie (2 band, ej fullbordad, 1842–1864). Hans biografi skrevs av Jacob Heremans.